# Cao nguyên Ukok

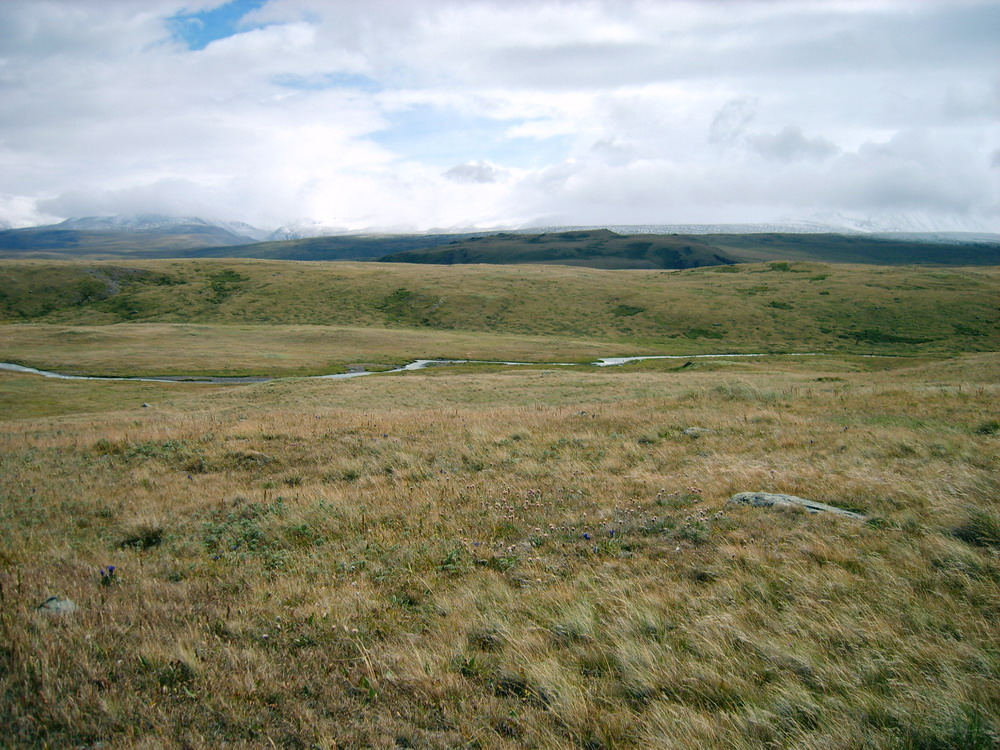
Cao nguyên Ukok

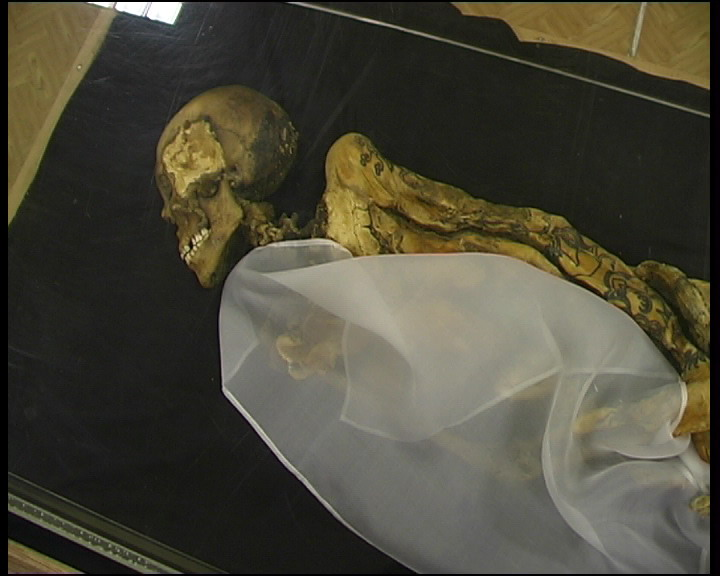
Xác trinh nữ băng Xibia

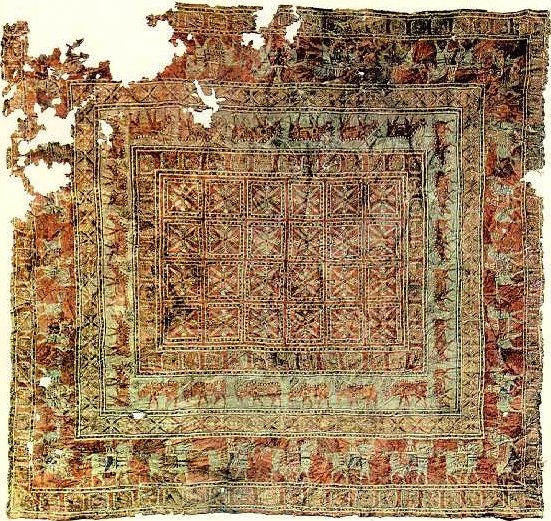
Thảm Pazyryk, thế kỷ V TCN

Cao nguyên Ukok là một vùng đồng cỏ hẻo lánh nằm ở tâm miền tây nam Xibia, trong vùng dãy núi Altai của Nga, gần biến giới với Trung Quốc, Kazakhstan và Mông Cổ. Cao nguyên này là một phần của di sản thế giới UNESCO Các ngọn núi vàng của dãy Altay. Đây là nơi sinh sống cho một số loài động vật bị đe dọa, gồm cả loài thú ăn thịt lớn ít được nghiên cứu nhất là báo tuyết. Vài loài khác là cừu Argali, đại bàng hung, và hạc đen. Có một số mối đe dọa đến hệ sinh thái cao nguyên Ukok, như sự chăn thả quá mức gia súc, làm đường, và dự án ống dẫn khí Nga-Trung Quốc.

## Lịch sử
Pazyryk là tên mà học giả ngày nay đặt cho tộc người từng sống trên cao nguyên Ukok và gắn với một số phát hiện khảo cổ, gồm những xác ướp trong tầng đất đóng băng vĩnh cửu. Nhiều gò mộ từ thời đồ đồng đã được tìm thấy trong vùng, thường được cho là của nền văn hóa Pazyryk và mang nét tương đồng với gò mộ Scythia ở phía tây. Kurgan là từ để chỉ những gò mộ như vậy. Việc khai quật những di chỉ này tiếp tục cho ra những phát hiện khảo cổ quan trọng. Một trong số đó là trinh nữ băng Xibia, do nhà khảo cổ Nga Natalia Polosmak khai quật. Ít nhất sáu xác ướp từ tầng đất đóng băng vĩnh cửu có niên đại từ 2600 TCN - 402 đã được tìm thấy.
Trinh nữ băng Xibia và những phát hiện khác được tìm thấy ngay trong dải đất tranh chấp giữa Nga-Trung Quốc. Người dân Cộng hòa Altai đang yêu cầu việc trả đồ tạo tác về địa phương.